# Trunk - Séquestrée
 (février 2024).
Pour plus de détails, voir Fiche technique et Distribution.
Trunk - Séquestrée (Trunk - Locked In) est un film allemand réalisé par Marc Schießer, sorti en 2023.

## Synopsis
Malina se réveille, désorientée, dans le coffre d'une voiture.

## Fiche technique
- Titre : Trunk - Séquestrée
- Titre : Trunk - Locked In
- Réalisation : Marc Schießer
- Scénario : Marc Schießer
- Photographie : Daniel Ernst et Tui Lohf
- Montage : Marc Schießer
- Production : Marc Schießer
- Société de production : Outside the Club
- Pays :  Allemagne
- Genre : Drame et thriller
- Durée : 96 minutes
- Dates de sortie : 
  -  Allemagne : 24 octobre 2023 (Film Festival Cologne)
  - Prime Video : 26 janvier 2024

## Distribution
- Sina Martens : Malina
- Luise Helm : Elisa Kühne
- Artjom Gilz : Enno
- Charles Rettinghaus : Wolfgang Voss
- Janina Sachau : Mone Voss
- Poal Cairo : le conducteur

## Accueil
Patrick Fey pour Filmstarts a donné la note de 1,5/5 au film et a trouvé que le film avait trop de platitudes et ne parvenait pas à donner une impression de claustrophobie.